# Kigeri IV
Kigeri IV – władca (mwami) Rwandy w latach 1853–1895.
Odznaczał się dużymi zdolnościami militarnymi i organizacyjnymi. Zwycięskie kampanie wojenne, które prowadził, przyczyniły się do wzmocnienia pozycji międzynarodowej i zwiększenia powierzchni kraju.
Zawarł porozumienie z kupcami arabskimi dotyczące dostaw broni palnej dla armii rwandyjskiej.